# Fall Nöthling

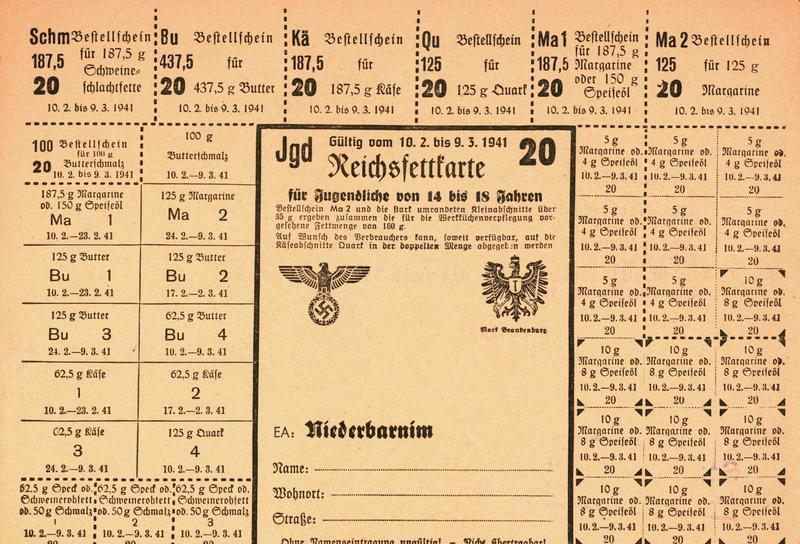
Lebensmittelkarte („Reichsfettkarte“) für die Mark Brandenburg aus dem Jahre 1941

Der Fall Nöthling war ein politischer Skandal um die gesetzeswidrige Abgabe von Lebensmitteln an prominente Vertreter des NS-Staats während des Zweiten Weltkrieges im Jahre 1943. Im Mittelpunkt dieser Schleichhandel-Affäre stand der Berliner Feinkosthändler August Nöthling, der verhaftet wurde und sich im Gefängnis selbst tötete. Die des Verstoßes gegen die Kriegswirtschaftsverordnung überführten Parteimitglieder wurden auf Weisung Adolf Hitlers nicht belangt.

## Geschichte
Am 4. September 1939 war im Deutschen Reich die Kriegswirtschaftsverordnung (KWVO) eingeführt worden. Ein Teil der in dem Gesetz geregelten Organisation der Wirtschaft im Zweiten Weltkrieg betraf die Lebensmittelbewirtschaftung. Die Einführung eines Rationierungssystems führte dazu, dass ein Großteil von Lebensmitteln nur noch gegen Vorlage von Lebensmittelmarken erworben werden konnte. Diese Marken hatten die Händler zu sammeln und bei Bestellung von neuer Ware dem Lieferanten auszuhändigen. Im April 1942 kam es durch zunehmende Engpässe in der Lebensmittelproduktion zu einer weiteren Kürzung der Lebensmittelrationen. Zuwiderhandlungen beim Bezug rationierter Lebensmittel für den privaten Haushalt erfüllten einen Straftatbestand, der erheblich bestraft wurde.

### Feinkosthandel Nöthling
In der Schloßstraße in Berlin-Steglitz betrieb August Nöthling unter der Firmierung Weingroßhandlung, Stadtküche, Spezialgeschäft feinster Delikatessen, Wild und Geflügel einen bekannten Feinkosthandel. Das 1907 als Stadtküche Bechthold & Nöthling von Fritz Bechthold und Nöthling gegründete Unternehmen war 1938 nach der durch antisemitische Verfolgungen begründeten Emigration Bechtholds (seine Frau war Jüdin) nach Großbritannien in Nöthlings Besitz übergegangen. Das Geschäft bediente vorwiegend Kunden aus Steglitz, Dahlem und Zehlendorf, darunter Schauspieler, Diplomaten und Politiker. Auch wurde zu privaten und offiziellen Veranstaltungen angeliefert. Im Rahmen der Olympischen Sommerspiele 1936 betrieb der Händler im Empfangsgebäude des Olympisches Dorfes einen Obst- und Süßwarenladen. Das Unternehmen realisierte im Krieg einen Jahresumsatz von rund 2 Millionen Reichsmark und bestand in der Schloßstraße 28 bis Ende 1993.

### Ordnungsstrafe
Am 23. Juli 1942 erhielt das Unternehmen vom Haupternährungsamt Berlin einen Ordnungsstrafbescheid in Höhe von 5000 Reichsmark, weil es Ware in größeren Mengen ohne Entgegennahme von Bezugsberechtigungen verkauft hatte. Das widersprach den Vorschriften zur Bewirtschaftung bezugsbeschränkter Erzeugnisse. In den Fällen, bei denen kein öffentliches Interesse an der Strafverfolgung bestand, konnte statt eines ordentlichen Strafverfahrens eine Ordnungsstrafe ausgesprochen werden. Geschäftsinhaber August Nöthling beantragte jedoch am 4. August eine gerichtliche Überprüfung der Entscheidung, sofern der Bescheid nicht zurückgenommen werde.
Bei der Formulierung dieser Eingabe war er von dem Präsidenten des Berliner Amtsgerichts, Werner Gardiewski, unterstützt worden. Gardiewski gehörte selbst zu Nöthlings Kunden, die markenlose Ware erhalten hatten. Der Antrag wurde damit begründet, dass auch die betroffene Kundschaft in Mitleidenschaft gezogen werden würde. Zu dieser Kundschaft zählten nach Nöthlings Angabe „bedeutende Männer von Partei, Staat, Wehrmacht und Diplomatie“. Offensichtlich erhoffte er sich durch die Einbeziehung der prominenten Kunden eine Niederschlagung des Verfahrens vor Gericht. Wie gewünscht, entschied das Amtsgericht auf die Aufnahme eines Gerichtsverfahrens.

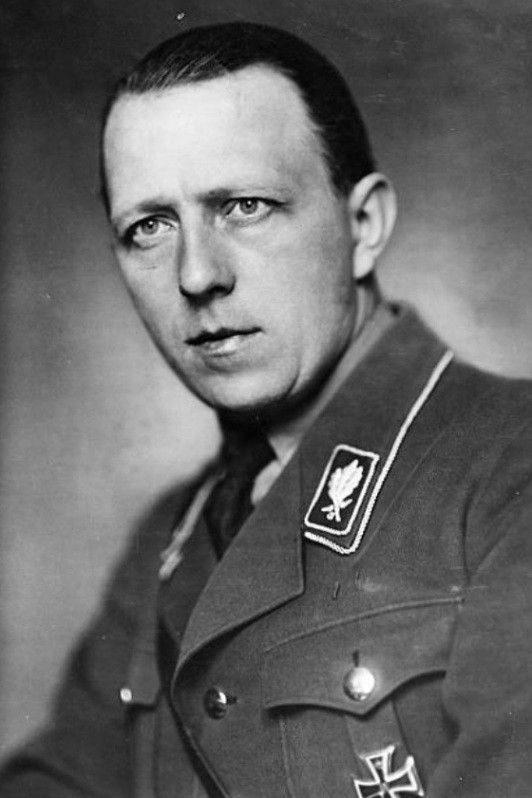
Der Berliner Polizeipräsident Wolf-Heinrich Graf von Helldorff ermittelte zunächst in der Affäre

### Verhaftung
Die Staatsanwaltschaft beauftragte die Berliner Kriminalpolizei mit den Ermittlungen. Polizeipräsident in Berlin war Wolf-Heinrich von Helldorff, der selbst Begünstigter der Vergehen Nöthlings gewesen war. Es folgte die Verhaftung des Händlers und seines Prokuristen am 27. Januar 1943. Die Verhafteten gestanden, an bedeutende Funktionsträger des Staates regelmäßig zwangsbewirtschaftete Lebensmittel ohne Marken verkauft zu haben. Der Prokurist wurde am 26. Februar aus dem Gefängnis entlassen; Nöthling blieb in Haft.
Die von Nöthling erhoffte Unterstützung seitens der einflussreichen Kundschaft blieb aus. Reichsinnenminister Wilhelm Frick, dessen Haushalt ebenfalls ein Abnehmer von Nöthlings Waren gewesen war, hatte zwar ein Schreiben an Helldorff entworfen, in dem er dem Beschuldigten, der zu angemessenen und nicht überhöhten Preisen geliefert habe, bestätigte, kein Kriegsschieber zu sein; der Brief wurde jedoch nicht verschickt, um nicht in ein schwebendes Verfahren einzugreifen. Der zunehmend verzweifelte Nöthling versuchte in Folge zweimal erfolglos, sich das Leben zu nehmen.

### Ermittlungsverfahren
Reichspropagandaminister Joseph Goebbels erfuhr im März von dem Vorgang. Da er einen öffentlichkeitswirksamen Skandal befürchtete, forderte er Helldorff auf, ihm einen detaillierten Bericht zu den Vorwürfen und Beteiligten zu liefern, der ihm am 15. März 1943 (Zugangsdatum) vorgelegt wurde.
Als Ergebnis der Ermittlungen wurde dort festgehalten, dass viele Mitglieder der Berliner „Prominenz des Staates, der Partei, der Wehrmacht, der Wirtschaft und mehr oder weniger bekannte Persönlichkeiten des öffentlichen Lebens“ Nahrungsmittel ohne Kartenabgabe bei Nöthling bezogen hatten. Eine namentliche Aufstellung der unberechtigt Begünstigten war nach Umfang der bezogenen Lebens- und Genussmittel beigefügt. Sie beinhaltete:

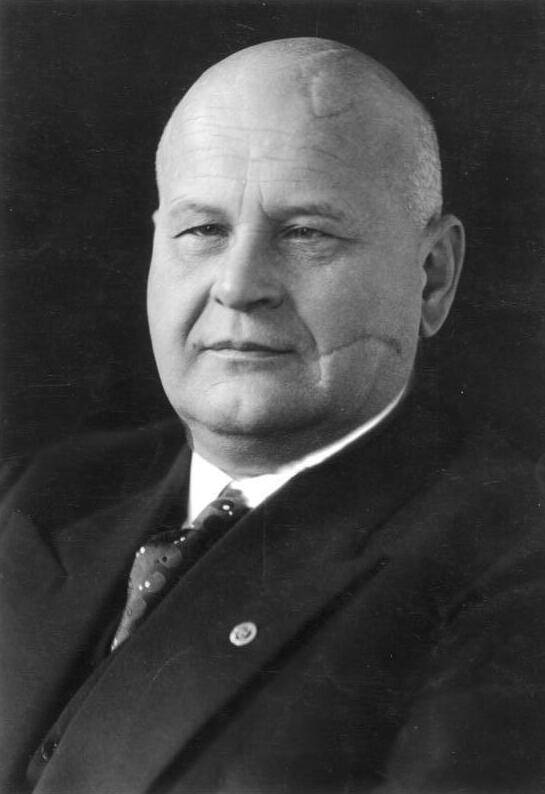
Reichsjustizminister Otto Georg Thierack war von Hitler mit der Lösungsfindung beauftragt

- Walther von Brauchitsch, Generalfeldmarschall
- Walther Darré, Reichsminister für Ernährung und Landwirtschaft
- Karl Dönitz, Großadmiral
- Wilhelm Frick, Reichsinnenminister
- Kurt Fricke, Admiral
- Walther Funk, Reichswirtschaftsminister
- Werner Gardiewski, Präsident des Amtsgerichts Berlin
- Wilhelm von Grolman, Generalmajor der Polizei
- Eugen Hadamovsky, Stabsleiter in der Reichspropagandaleitung
- Wilhelm Haehnelt, General der Flieger
- Konstantin Hierl, Reichsarbeitsführer und Reichsminister
- Hans Jeschonnek, Chef des Generalstabes der Luftwaffe und Generaloberst
- Wilhelm Keitel, Generalfeldmarschall
- Hans Heinrich Lammers, Chef der Reichskanzlei
- Viktor Lutze, Stabschef der SA
- Hans Pfundtner, Staatssekretär im Reichsinnenministerium
- Erich Raeder, Großadmiral
- Joachim von Ribbentrop, Reichsaußenminister
- Bernhard Rust, Reichsminister für Wissenschaft, Erziehung und Volksbildung
- Franz Schlegelberger, kommissarischer Reichsminister der Justiz a. D.
- Friedrich-Karl Surén, Ministerialdirektor im Reichsinnenministerium
- Franz Willuhn, Ministerialbeamter in der Reichskanzlei

Ebenso war auch Helldorff selbst ein Abnehmer Nöthlings von Waren ohne Markenvorlage gewesen; ihn nannte der Bericht jedoch nicht. Genannte Mengenangaben beruhten auf Einblicknahme in Rechnungskopiebücher und Vernehmungen Nöthlings. Helldorff hatte Nöthling selbst verhört; er setzte sich im Bericht an Goebbels dafür ein, den Händler nicht „als gemeinen Volksschädling anzusehen“. Vielmehr habe Nöthling der Kontakt zu den prominenten Abnehmern geschmeichelt, auch seien sie von sich aus teilweise fordernd auf ihn zugegangen. So hätten beispielsweise Walther Darré sowie die Ehefrauen von Konstantin Hierl und Wilhelm Frick Druck auf den Händler ausgeübt. Der Bericht ergab, dass der Umgehung der Vorschriften keine Absicht einer persönlichen Bereicherung durch Nöthling zugrunde lag.
Als Ergebnis der Ermittlungen stellte Helldorff fest, dass Nöthlings Verstöße gegen kriegswirtschaftliche Bestimmungen zwar bestraft werden sollten, die Kunden des Händlers aber eine noch schwerere Strafe treffen müsse. Der Polizeipräsident ergänzte seinen Bericht mit der Feststellung, dass es widersprüchlich sei, von den Ermittlungsbeamten zu verlangen, mit Härte gegen „gewöhnliche Volksgenossen“ vorzugehen, wenn die anzuwendenden Bestimmungen für Personen in exponierter Stellung offenbar keine Geltung hätten.

### Eingreifen Goebbels’
Der eingereichte Bericht empörte Goebbels. Schon früh hatte er die Gefahr eines entstehenden Bonzentums erkannt und bereits zu Friedenszeiten Parteiführer davor gewarnt, durch einen verschwenderischen Lebensstil negativ aufzufallen. Später hatte Goebbels von den Verantwortlichen in Partei und Staat immer wieder gefordert, auferlegte Pflichten vorbildlich zu erfüllen.
Die üppigen Konsumgewohnheiten der Parteiführer nahmen während des Krieges dennoch zu und waren zu einem ernsten Glaubwürdigkeitsproblem für das Regime geworden. Machtpositionen wurden bei der illegalen Beschaffung von bewirtschafteten Waren und Luxusgütern ausgenutzt. Besonders beunruhigte Goebbels am Nöthling-Fall, dass die Verstöße in der Reichshauptstadt erfolgt und wohl auch bereits bekannt geworden waren. Die Angst vor einer Empörung der Berliner Arbeiterschaft war so groß, dass Goebbels sich gezwungen sah, einzugreifen.

„Das Material ist sehr gravierend und wird wahrscheinlich von mir dem Führer vorgelegt werden müssen. Es ist skandalös, dass sich die Prominenten in Staat, Partei und Wehrmacht so kriegssabotierend benehmen. Man kann sich jetzt auch erklären, warum im Volke immer wieder von ‚Diplomatenrationen‘ geflüstert wird.“

Am 19. März 1943 setzte Goebbels zunächst Martin Bormann über den Fall in Kenntnis, der über die Vorgänge ebenfalls betroffen war und bestätigte, dass Hitler informiert werden müsse. Als Hitler am 21. März 1943 anlässlich einer Feier zum Heldengedenktag nach Berlin kam, ergab sich für Goebbels die Gelegenheit, dem Reichskanzler unter vier Augen Details zur Affäre zu berichten. Auch Hitler zeigte sich über die Geschehnisse verärgert, entschied aber, aus dem Vorfall keine „Staatsaktion“ zu machen. Er beauftragte Goebbels, Reichsjustizminister Otto Georg Thierack einzubeziehen, damit dieser eine pragmatische Lösung finde, Recht und Staatsräson aufrechtzuerhalten.
Goebbels, der sich eine deutliche Bestrafung der Begünstigten gewünscht hatte, bedauerte die Einstellung Hitlers. In der am Folgetag stattfindenden Besprechung zwischen Goebbels und Thierack empfahl Goebbels, Hitler in der Sache vollständig zu unterrichten und ihm einen Vorschlag zur Erledigung vorzulegen.

### Thieracks Untersuchung
Am 27. März erhielt Bormann von Thierack den gewünschten Vorschlag zur Vorlage bei Hitler. Dabei führte der Verfasser aus, dass der Fall in der Berliner Bevölkerung allgemein Gesprächsthema geworden sei, auch Namen involvierter Minister seien bekannt. Nöthling habe eine schwere Strafe zu erwarten. Die Einleitung von Strafverfahren gegen die prominenten Abnehmer Nöthlings hielte er auch für den Fall, dass Anhörungen (sofern von Hitler gewünscht) Anhaltspunkte für Verstöße erbringen sollten, für politisch untragbar. Allenfalls wären die Abnehmer mit einer allerdings hohen Geldbuße zu belegen. Außerdem erbat Thierack von Bormann einen Termin bei Hitler für einen persönlichen Vortrag in der schwierigen Angelegenheit.
Im Rahmen seiner Untersuchungen hatte Thierack den für die Einschätzung der Bevölkerungsstimmung im Reich zuständigen Amtsleiter im Reichssicherheitshauptamt, SS-Brigadeführer Otto Ohlendorf, um entsprechende Recherchen zum Fall gebeten. Der Chef der Sicherheitspolizei und des SD, Ernst Kaltenbrunner, berichtete Thierack in Folge von dem Aufsehen, das der Vorgang in Berlin erregt hatte. Wegen der regelmäßigen Beladung vor Nöthlings Geschäft parkender Amtsfahrzeuge mit Tüten war der Händler im Volksmund unter dem Spitznamen „Tütenaugust“ bekannt. In Ohlendorfs Bericht wurden beispielhaft Äußerungen aus verschiedenen Schichten der Bevölkerung zitiert, nach denen die Moral in der Bevölkerung und der Glaube an eine gerechte Ordnung im NS-Staat erheblich gelitten hätten. Die Verhaftung Nöthlings finde bei der Berliner Bevölkerung zwar Zustimmung, es werde aber auch auf eine Bestrafung der als Hauptschuldige angesehenen führenden Persönlichkeiten des Regimes großer Wert gelegt, obwohl mehrheitlich davon ausgegangen werde, dass es zu solchen Bestrafungen nicht kommen würde.

### Entscheidung Hitlers
Bormann legte Hitler den Thierack-Bericht mit dessen Vorschlag am 2. April 1943 vor. Erneut entschied Hitler, dass ein Strafverfahren gegen die Begünstigten nicht in Frage komme. Er vertrat die Meinung, dass die prominenten Ehemänner zumeist keine Kenntnisse von den Beschaffungen ihrer Ehefrauen gehabt hätten und ihnen von Nöthling falscherweise die Korrektheit der Lieferungen bestätigt worden sei. In einem späteren Gespräch Fricks mit Hitler habe dieser bestätigt, „daß jede Frau in dieser Zeit nähme, was ihr angeboten würde, das solle man nicht gleich verfolgen“. Thierack, so Hitler, solle allerdings Rücksprache mit den Ehemännern nehmen, um sicherzustellen, dass solche Verstöße zukünftig nicht mehr erfolgen würden. Die von Thierack geführten Gespräche ergaben, dass die Begünstigten sich keiner Schuld bewusst waren – angeblich habe Nöthling ihnen diese Waren meist ohne entsprechende Aufforderung zugeteilt, im Wesentlichen seien sie auch zur Bewirtung bei dienstlich begründeten Veranstaltungen verwendet worden. Nachdem Goebbels am 18. Mai 1943 über dieses Ergebnis der Gespräche informiert worden war, hielt er in seinem Tagebuch fest, dass die Befragten großteils „pampige Antworten“ auf die Vorhaltungen gegeben hätten.
Ein Schreiben von Frau Nöthling an den bisherigen Kunden Frick, in dem sie um die Entlassung ihres Mannes bat, reichte dieser zuständigkeitshalber an Thierack weiter. Dabei bemerkte er, dass er Nöthling nicht für einen Kriegsverbrecher halte und aus seiner Sicht mangels Verdunkelungsgefahr nichts gegen eine Haftentlassung spreche. Mit Blick auf die Stimmung in der Bevölkerung folgte Thierack dem Wunsch jedoch nicht. Am 9. Mai 1943 erhängte Nöthling sich in seiner Zelle im Untersuchungsgefängnis. Den später an sie herangetragenen Vorschlag, ihrem Ehemann posthum das Kriegsverdienstkreuz zu verleihen, wies die Witwe zurück. Die Untersuchungen gegen die prominenten Angehörigen der Führerschaft von Partei und Staat des NS-Regimes wurden aus Staatsräson eingestellt. In Thieracks Abschlussbericht an Bormann vom 24. Mai 1943 wurde mitgeteilt, dass gegen die Prominenten weder die Eröffnung von Ordnungsstrafverfahren noch die Verhängung von Geldstrafen erfolgen würde.

## Folgen
Da der Fall viel Aufmerksamkeit in der Öffentlichkeit gefunden hatte, verstärkte sich der Eindruck in der Bevölkerung, dass sich im Regime ein Bonzentum gebildet hatte. Der luxuriöse Lebensstil der straffrei ausgegangenen Begünstigten blieb den weniger privilegierten Schichten nicht verborgen und so wurden sie vermehrt zur Zielscheibe von Kritik.
Einige Historiker vermuten, dass die Ablösung Fricks als Reichsinnenminister am 22. August 1943 durch Himmler auch in Fricks Verstrickung in den Nöthling-Skandal begründet war.
Im Rahmen einer Konferenz am 6. Oktober 1943 in Posen, zu der die Parteikanzlei alle Reichs- und Gauleiter eingeladen hatte und bei der Heinrich Himmler über den systematischen Völkermord an den europäischen Juden sprach, hielt auch Albert Speer ein Referat zur Rüstungsproduktion. In dieser Rede sprach er den Nöthling-Fall an, um die Parteiführer auf die harten Konsequenzen des totalen Krieges – auch in der Versorgung – einzustimmen.